# Nijken (Roggel)
Nijken (Limburgs: 't Nijke, 't Nieke of 't Niejke) is een buurtschap van Roggel in de gemeente Leudal, in de Nederlandse provincie Limburg. De buurtschap is gelegen op ongeveer 600 meter ten noorden van de kern Roggel aan de provinciale weg Helmond - Horn (N279). Tot 2007 viel het onder de toenmalige gemeente Roggel en Neer. 
Nijken bestaat uit circa 20 verspreide boerderijen en woonhuizen en valt qua adressering geheel onder de woonplaats Roggel. Aangrenzende buurtschappen zijn Asbroek in het noorden, Hoogschans in het oosten, Hoek in het zuiden en Strubben in het westen. Westelijk van Nijken stroomt de Roggelse Beek met aan de overzijde het bosgebied de Asbroekerheide.
In de buurtschap bevindt zich de Sint-Petrusmolen, in de volksmond ook wel de "Molen van het Nijken" genoemd, een beltmolen uit het jaar 1900.

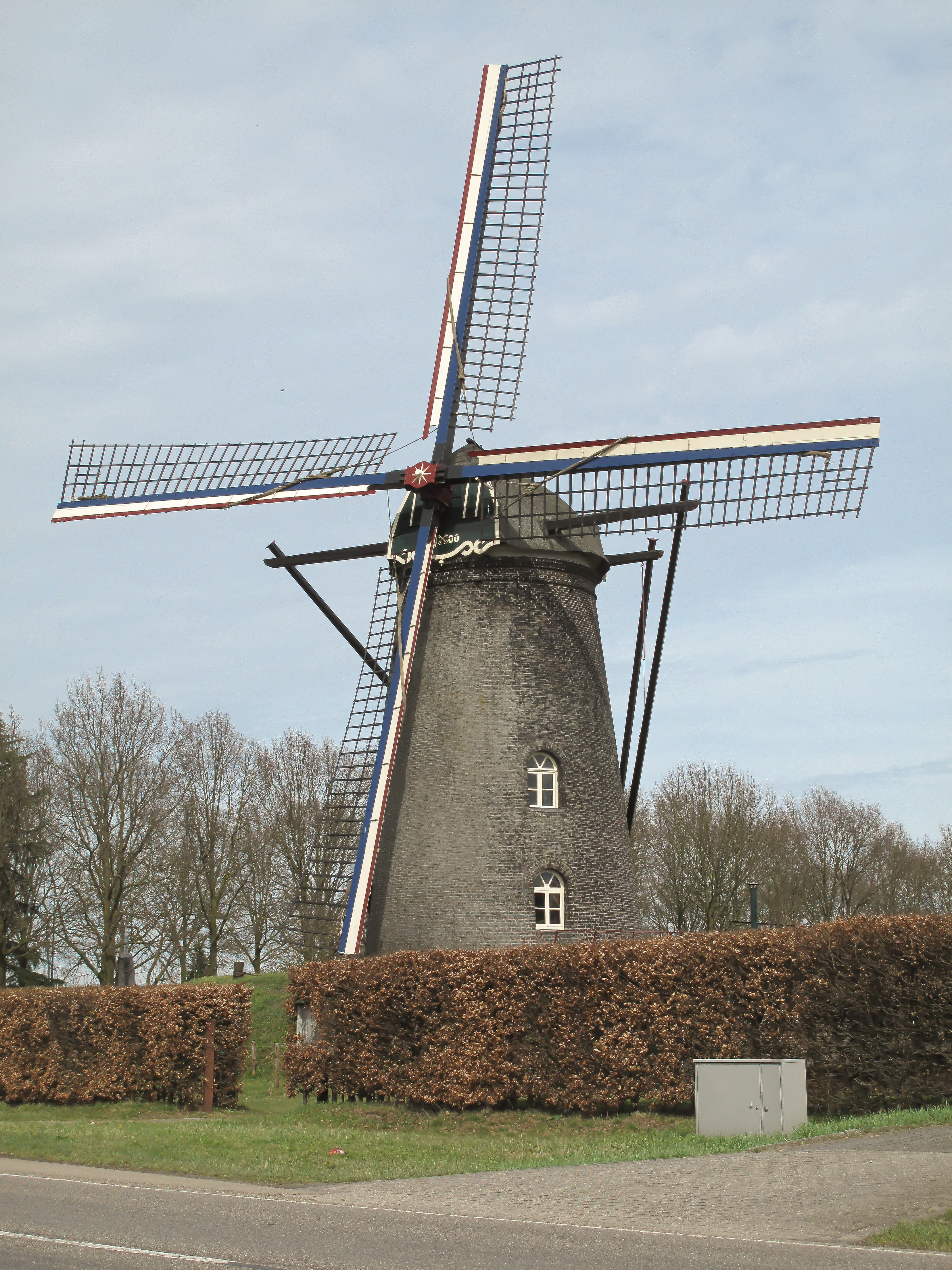
De Sint-Petrusmolen in Nijken

Dorpen: Baexem · Buggenum · Ell · Grathem · Haelen · Haler · Heibloem · Heythuysen · Horn · Hunsel · Ittervoort · Kelpen-Oler · Neer · Neeritter · Nunhem · Roggel

Buurtschappen: Aan de Bergen · Aan het Broek · Achter het Klooster · Asbroek · Beekkant · Berik · Blenkert · Brumholt · Caluna · Castert · De Horck · Dries · Eiland · Eind · Ellerhei · Gendijk · Geneijgen · Gerhegge · Haelense Broek · Hanssum · Heiakker · Heide (Heythuysen) · Heide (Roggel) · Heioord · Heugde · Hoek · Hollander · Hoogschans · Hoogstraat · De Horck · Kappert · Karreveld · Keizerbos · Kinkhoven · Laak · Maxet · Mortel · Nijken · Op de Bos · Ophoven · Overhaelen · Roligt · Santfort (deels) · Schaapsbrug · Schans (Ell) · Schans (Roggel) · Schillersheide · Smidstraat · Strubben · Uffelse · Venne · Vestjenshoek · Vlaas · Waije

Voormalige gemeenten: Haelen · Heythuysen · Hunsel · Roggel en Neer

Limburg: Steden en dorpen      Nederland: Provincies · Gemeenten